# NAMBLA
NAMBLA（ナンブラ、またはナムブラ、英語: North American Man/Boy Love Association）は、アメリカ合衆国のペドフィリア・少年愛擁護協会である。成人男性と男子児童が合意のもとで関係を持つことを擁護し、性的同意年齢を定める法律の撤廃を主張する。日本語では、北米男性・少年愛協会（ほくべいだんせい・しょうねんあいきょうかい）と訳される。2006年の時点でほぼ実質的にグループとしては存在していないとされている。

## 活動
1978年12月2日に設立。1980年、性的同意年齢の廃止とその束縛からの人々の解放を宣言。1980年代年代初頭はNAMBLAには300人のメンバーがいた。1995年、連邦捜査局が極秘調査。1,100人の人々がNAMBLAに参加していた。
NAMBLAは割礼・体罰に反対していた。
2000年代以降はほぼ組織としては解散したが、「LGBTは小児性愛を支持している」という陰謀論の中で組織名が利用されていることがしばしば確認されている。

## 関連する人物
- ビル・アンドリエット（英語版） – ジャーナリスト。15歳でNAMBLAに加わり、『NAMBLA Bulletin』（NAMBLAの有料会員に送られる冊子）を6年間編集した[6]。
- アレン・ギンズバーグ（英語版） – NAMBLAを擁護したことがある[2]。
- デビッド・ソースタッド（英語版） – 創設メンバー[7]。
- ハリー・ヘイ（英語版） – ゲイの権利の活動家。ヘイはNAMBLAのゲイ・プライドパレードへの参加を支持し[8]、組織の支援のために公式に会議に出席した[9]。